# 社交舞
社交舞，又稱交誼舞或交际舞，是來源于西方的一種舞伴舞。

## 释名
社交舞當前已經以社交形式和比賽形式出現在世界各地。包括简单易学的普通交谊舞（Social Dance，俗称“普交舞”）和按全世界统一竞技比赛标准要求的国际标准交谊舞（International Standard ballroom dance，俗称“国标舞”）。以比赛形式出现的国际标准交谊舞也叫体育舞蹈（参见体育舞蹈）。
目前的国际标准跳法，是在英国人跳法的基础上发展起来的，称为国际标准风格（International Style）。在美国，还流行着称为美国风格（American Style）的社交舞。

## 舞步

### 国际标准探戈舞步
- 左足搖步 (Rock on L. F.)
- 左轉直行側步 (Progressive Side Step)
- 基本左轉步 (Basic Reverse Turn)
- 分式左轉步 (Open Reverse Turn)
- 右足搖步 (Rock on R. F.)
- 右扭轉步 (Natural Twist Turn)
- 側行右轉步 (Natural Promenade Turn)
- 直行側步 (Progressive Side Step)
- 直行連步 (Progressive Link)
- 側行並退步 (Fallaway Promenade)
- 側迴旋步 (Outside Swivel)
- 側行連步 (Promenade Link)
- 退側行步 (Back Open Promenade)
- 退截步 (Back Corte)
- 併式側行步 (Closed Promenade)
- 分式側行步 (Open Promenade)
- 搖轉步 (Rock Turn)
- 四快步 (Four Step)
- 刷敲步 (Brush Tap)
- 追擊步 (Chase)
- 四快換步 (Four Step Change)
- 墜落式過度傾斜步 (Drop Oversway)
- 並退四快步 (Fallaway Four Step)
- 過度傾斜步 (Oversway)

### 国际标准華爾滋舞步
- 右足併換步 (R. F. Closed Change)
- 左足併換步 (L. F. Closed Change)
- 右轉步 (Natural Turn)
- 右旋轉步 (Natural Spin Turn)
- 右直行追步 (Progressive Chasse to Right)
- 左轉步 (Reverse Turn)
- 左轉截步 (Reverse Corte)
- 左帚形步 (Left Whisk)
- 左軸轉 (Reverse Pivot)
- 雙左旋轉步 (Double Reverse Spin)
- 追步由側行位置 (Chasse from P.P.)
- 外側旋轉步 (Outside Spin)
- 外側換步 (Outside Change)
- 帚形步 (Whisk)
- 退帚形步 (Back Whisk)
- 退鎖步 (Backward Lock)
- 並退帚形步 (Fallaway Whisk)
- 分式滑雪形轉步 (Open Telemark)
- 分式激轉步 (Open Impetus Turn)
- 躊躇拉步 (Drag Hesitation)
- 躊躇換步 (Hesitation Change)
- 交叉躊躇步 (Cross Hesitation)
- 迂返步 (Weave)
- 翼步 (Wing)
- 滑雪形轉步 (Telemark)
- 轉鎖步 (Turn Lock)
- 反向抑制步 (Contra Check)
- 併式翼步 (Closed Wing)
- 雙右旋轉步 (Double Natural Spin)

### 国际标准倫巴舞步
- 阿莉瑪娜右轉由併身位置左手握右手 Alemana Fr0m O.P with L to R Hand
- 阿莉瑪娜右轉班至井身反分身位置 Alemana Check to O.CPP
- 阿莉瑪娜由併身位置右握右手 Alemana from O.P with R to R Handhold
- 三個阿莉瑪娜 Three Alemana
- 對身扭腰 Closed Hip Twist
- 併身扭腰 Open Hip Twist
- 對身扭腰至井反分身位置 Closed Hip twist Turn to open C.PP
- 连续轉圈扭腰 Continuous Circular Hip Twist
- 连续扭腰 Continuous Hip Twist
- 扭腰追步 Hip Twist Chasse
- 併身扭腰 Open Hip Twist
- 對身扭腰螺旋轉 Closed Hip Twist Spiral
- 变奏古巴摇步 Syncopated Cuban Rocks
- 古巴碎步 Cuban Rocks
- 併身反分身古巴碎步 Cuban Break in Open CPP
- 併身位置古巴碎步 Cuban Break in Open Pos
- 併身分身位置和併身反分身位置的古巴碎步 Split Cuban Break from O.CPP and O.PP
- 由併身反分身位置的古巴碎步 Split Cuban Break in O.CPP
- 螺旋轉 Sprial
- 螺旋轉至扇形位置 Sprial turn to Fan Pos
- 螺旋轉至併身反分身位置 Sprial turn to Fan Pos
- 曲棍球步 Hockey stick
- 曲棍球步轉至併身反分身位置 Hockey Stick turned to O.PP
- 卷曲步 Curl
- 卷曲步轉至井反分身位置 Curl turned to O.PP
- 右陀螺轉 Natural Top
- 左陀螺轉 Reverse top
- 右左併身步 Opening out to R ant L
- 併身反分身位置抑制步 Check from O.CPP.
- 前進及后退基本常常步 Forward and backward Walks Basic Movement
- 半重心拍步 Cucarachas
- 扇步 Fan
- 手交手 Hand to Hand
- 臂下轉左和右 Under Arm Turn to L and R
- 軸心轉左和右 Spot Turn to Land
- 变化基本步 Alternative Basic Movement
- 影子位前進步 For Warks in Shadow pas
- 高级併身扭腰 Advanced Opening Out Movement
- 反身退步 Fallaway
- 绕绳步 Rope Spinning
- 栅门步 Sliding Doors
- 棋併追步左右左右左右 Chasse [LRL.RLR]
- 前進鎖步左右左右左右 Forward Lock [LRL.RLR]
- 肩對肩 Shoulder to Shoulder
- 時間步 Time Step
- 交叉基本步 Cross Basic
- 半重心步 Guapacha Timing

### 国际标准交谊舞
国际标准交谊舞已被國際奧林匹克委員會承認为一種運動項目，分為摩登社交舞（简称摩登舞或现代舞，有时候也就直接叫做国际标准舞），國際拉丁舞（简称拉丁舞）兩種。摩登舞的舞步須在舞場反時針方向走動，而拉丁舞的舞步基本上在原地動作。比賽前一年由主辦大會指定舞步及自選舞步進行一年的練習。
舞步每一年都會有變動，許多國際選手都是從小時候便細心栽培。
目前的國際標準中，摩登舞和拉丁舞各有五种舞步。
- 摩登舞：華爾滋（Waltz）、探戈（Tango）、狐步（Foxtrot）、快步（Quickstep）、維也納華爾滋（Viennese Waltz）
- 拉丁舞：倫巴（Rumba）、恰恰（Cha-Cha-Cha）、森巴（Samba）、牛仔舞/捷舞（Jive）、鬥牛舞（Paso Doble）

## 社交舞種類

### 美国风格的交谊舞
除了上述的舞外，下面的舞在美國是很流行的，也比較通俗易學。美國華爾滋（American Waltz）、美國探戈（American Tango）、美國狐步（American Foxtrot）、美國維也納華爾滋（American Viennese Waltz），以上四種舞允許與舞伴離身，這就是它們和國際標準舞的主要區別。還有美國倫巴（American Rumba）、美國恰恰（American Cha-Cha）、美國東海岸牛仔舞（East Coast Swing）、美國西海岸牛仔舞（West Coast Swing）、曼波（Mambo）、波麗路（Bolero）、兩步舞（Two-Step）、哈斯爾舞（Hustle）、莎爾莎舞（Salsa）、阿根廷探戈（Argentine Tango）等等。

### 中国大陸普通社交舞
目前中国大陸流行的普通交谊舞舞步大都由国际标准交谊舞的舞步简化而来，常见的有慢三，快三，慢四，快四，伦巴，恰恰和森巴。其中慢三由华尔兹简化而来；快三由维也纳华尔兹简化而来；慢四由狐步简化而来；快四由快步简化而来。

### 台灣風格社交舞
在台灣社交舞因為屬於中年及老年人舞蹈，多數年輕人並未參與，國標舞舞步高難度、伸展度、柔軟度、旋轉度、高張度及損耗體力，台灣社交舞只居其中部份簡單的舞步，另外加上一些吉魯巴、倫巴、捷舞及恰恰舞的混合改良型，具有台灣風格，廣為流行，但儀態美觀，見仁見智。
- 社交摩登舞：分為華爾滋（Waltz）、探戈（Tango）、小快三Scada(維也納華爾滋)都是由摩登舞演變而來。拍子與跳法與中國及歐美不同。

社交華爾滋：又稱Slow，其舞步基本上是以國標摩登舞華爾滋為基礎，融合Tango舞步，只要跳成「3拍」，即可。
社交探戈舞：又稱Slow Tango，其舞步基本上是以國標摩登舞探戈為基礎，融合Waltz舞步，只要跳成「4拍」，即可。
社交小快三：又稱Scada，其舞步基本上是以國標摩登舞維也納為基礎，融合「台灣蹌」舞步，只要跳成「快3拍」，即可。
- 社交拉丁舞：分為倫巴（Rumba）、恰恰（Cha-Cha）、捷舞八步（jive演變而來）

社交倫巴舞：其舞步基本上是以國標拉丁倫巴為基礎，融合Cha-Cha舞步，只要跳成「2慢2快」共「3拍」，即可。
社交恰恰舞：其舞步基本上是以國標拉丁恰恰為基礎，融合Rumba舞步，只要跳成「2慢2快」共「3拍」，即可。
- 社交吉魯巴：分為三步吉魯巴、六步吉魯巴由 森巴Sumba演變而來

社交三步吉魯巴：其舞步基本上是以國標拉丁森巴為基礎，融合jive舞步，只要跳成「3慢」共「3拍」，即可。
社交六步吉魯巴：其舞步基本上是以國標拉丁森巴為基礎，融合jive舞步，只要跳成「6快」共「3拍」，即可。
- 社交蹌舞：華爾滋蹌（Waltz Stagger）、探戈蹌（TangoStagger）恰恰蹌（Cha-ChaStagger）、捷舞八步蹌（jive Stagger演變而來）三輪車

## 外部連結
台灣社交舞華爾滋 （页面存档备份，存于）
台灣社交"梭"舞 （页面存档备份，存于）
台灣社交翅仔舞 （页面存档备份，存于）
台灣社交吉魯巴舞 （页面存档备份，存于）
台灣社交探戈舞 （页面存档备份，存于）
台灣社交捷舞 （页面存档备份，存于）
台灣社交六步吉魯巴舞 （页面存档备份，存于）
台灣社交倫巴舞 （页面存档备份，存于）